# Ainsley Bennett
Ainsley Bennett (né le 22 juillet 1954 en Jamaïque) est un athlète britannique spécialiste du 200 mètres et du 400 mètres. 

## Carrière

### Palmarès
| Date | Compétition                    | Lieu     | Résultat | Épreuve    | Performance   |
| ---- | ------------------------------ | -------- | -------- | ---------- | ------------- |
| 1974 | Championnats d'Europe          | Rome     | 7e       | 200 mètres | 21 s 29       |
| 1983 | Championnats d'Europe en salle | Budapest | 2e       | 400 mètres | 46 s 43       |
| 1983 | Championnats du monde          | Helsinki | 3e       | 4 × 400 m  | 3 min 03 s 53 |

### Records
| Épreuve    | Performance | Lieu    | Date |
| ---------- | ----------- | ------- | ---- |
| 200 mètres | 20 s 42     | Inconnu | 1979 |
| 400 mètres | 46 s 15     | Inconnu | 1975 |

## Retraite sportive
Ainsley Benett s'est reconverti brillamment dans le "corporate hospitality". Usant de ses contacts dans le milieu du sport, son entreprise propose des packages tout compris pour assister aux plus grands événements sportifs.